# Преображенский собор (Днепр)
Спасо-Преображенский собор (укр. Спасо-Преображенський кафедральний собор) — православный храм в городе Днепре (в прошлом Екатеринославе), один из кафедральных соборов Днепропетровской епархии Украинской православной церкви. Освящён в честь Преображения Господня. Построен в стиле русского классицизма в 1835 году при архиепископе Гаврииле (Розанове). Памятник архитектуры национального значения. Временное местопребывание епархиального административного управления.

## История
Первый проект собора французского архитектора Клода Геруа был утверждён в 1786 году, когда планировалось, что Спасо-Преображенский собор будет больше собора Святого Павла за городскими стенами в Риме. Об этом в своих «Начертаниях города Екатеринослава» пишет Григорий Потемкин, обращаясь к Екатерине II:
Во-первых, представляется тут храм великолепный в подражание Святаго Павла, что вне Рима посвященный Преображению Господню в знак, что страна сия из степей безплодных преображена попечениями вашими в обильный вертоград, из обиталища зверей в благоприятное пристанище людям из всех стран текущим
Чертежи собора руки Клода Геруа — главный и боковой фасады, план — сохранились в Российском военно-историческом архиве в Москве (авторство их установил историк архитектуры, профессор С. Б. Ревский).
Закладка первого камня осуществлялась в торжественной обстановке таврического вояжа Екатериной II и Иосифом II 9 (20) мая 1787 год. Но постройка собора дальше фундамента не пошла в связи с начавшейся в том же году войной с Турцией, а затем, после смерти Екатерины, ввиду запрета на каменное строительство в Новороссийской губернии.
Повторная закладка храма состоялась в 1830 году, и он стал в 6 раз меньше. Имя автора долгое время являлось спорным, только в 1950-е годы историку архитектуры И. А. Бурлакову удалось доказать, что Преображенский собор — творение Андреяна Захарова (1761—1811) — великого русского зодчего эпохи классицизма, создателя прославленного Адмиралтейства в Петербурге. Проект собора был разработан им в 1805—1806 годах.
До революции был самым большим в городе. С 1930 по 1988 годы службы в соборе не велись, причём после 1975 года в помещении храма размещался музей религии и атеизма. Перед тем здесь был склад бумаги издательства «Зоря».
Спасо-Преображенская церковь передана Днепропетровской епархии УПЦ МП 21 января 1992 года. В 2008 году на колокольне был установлен новый главный колокол-благовестник.

### Некрополь
На территории собора находится место захоронения епархиальных архиереев и священнослужителей.
- архиепископ Андрей (Комаров)
- архиепископ Варлаам (Ильющенко)
- епископ Кронид (Мищенко)
- протоиерей Владимир Капустянский
- протоиерей Константин Огиенко
- протоиерей Сергей Осадовский

В 1941 году во двор собора с ближних улиц были принесены тела погибших, которые теперь похоронены в братской могиле недалеко от центральных ворот.

## Святыни
- Икона «Плачущий Спаситель»
- Икона Божией Матери «Иверская»
- Икона Божией Матери «Достойно есть»
- Икона Божией Матери «Самарская»
- Крест-мощевик с частицами мощей крестителя Господнего Иоанна, святых апостолов и евангелистов Матфея, Луки, Марка, святой праведной Анны, святой великомученицы Екатерины, святого благоверного князя Александра Невского.

## Архитектурный аналог храма
Проект собора был использован также зодчим Семёном Дудиным для постройки собора Александра Невского в Ижевске.